# سیارک ۱۴۶۷۸
سیارک ۱۴۶۷۸ (به انگلیسی: 14678 Pinney، نامگذاری:1999XN33) چهارده هزار و ششصد و هفتاد و هشتمین سیارک کشف شده‌است که در ۶ دسامبر ۱۹۹۹ کشف شد.
قدر مطلق سیارک برابر ۱۹.۵ است.